# Oulad Ali Toualaa
Oulad Ali Toualaa  (in arabo اولاد علي الطوالع‎?) è un centro abitato e comune rurale del Marocco situato nella provincia di Benslimane, regione di Casablanca-Settat. Conta una popolazione di 5 504 abitanti (censimento 2014).